# Bataille de Saint-Pierre
Guerre d'indépendance des États-Unis
Batailles
La bataille de Saint-Pierre est un affrontement militaire qui s'est tenue le 25 mars 1776, à proximité du village de Saint-Pierre dans la province de Québec. Cet affrontement, qui eut lieu pendant le siège de Québec opéré par l'Armée continentale à la suite de sa défaite à la bataille de Québec, s'est produit entre des forces qui étaient toutes deux composées en grande partie de miliciens canadiens. Les forces de Patriots ont mis en déroute les forces loyalistes, en tuant au moins 3 et en capturant plus de 30.

## Contexte
Au début de la guerre d'indépendance des États-Unis, le Second Congrès continental a invité les citoyens de la Province de Québec à les rejoindre, premièrement en leur adressant des lettres, puis en envahissent la province avec pour objectif d'évincer le gouvernement britannique du général Guy Carleton. L'invasion atteint un pic le 31 décembre 1775, lorsque l'Armée continentale, sous le commandement du général Richard Montgomery, est défaite devant les portes de la ville de Québec. La bataille se solde par la mort de Montgomery et la capture de plus de 400 hommes.
À la suite de la défaite, ce qu'il reste de l'Armée continentale, désormais sous le commandement du général Benedict Arnold, assiège la ville. Pendant ce temps, les Américains travaillent au recrutement de Canadiens pour soutenir leurs efforts dans la lutte pour l'indépendance, tandis que Carleton et les Britanniques travaillent à renforcer le soutien loyaliste parmi les Canadiens.

## Recrutement d'une milice loyaliste
Tôt dans la matinée du 14 mars 1776, Jean-Baptiste Chasson, un meunier canadien de Saint-Vallier, traverse le fleuve Saint-Laurent en canoë et atteint la ville de Québec. Il informe le général Carleton que les Américains sont en train d'installer une batterie de tir à Pointe-Lévis, sur la rive sud du fleuve, en face de la ville. Cette batterie pourrait contrôler le port de la ville et la navigation sur le fleuve. Chasson annonce également à Carleton que les habitants au sud de la ville sont prêts à se lever contre les Américains.
Carleton donne à Chasson des instructions à délivrer à Louis Liénard de Beaujeu, seigneur de l'Isle-aux-Grues, une île sur le Saint-Laurent, et homme ayant acquis une expérience militaire durant la guerre de la Conquête,. Les instructions incluent des communications interceptées d'Arnold décrivant les conditions difficiles dans le camp des assiégeants et une amnistie pour les personnes qui ont précédemment soutenu les Américains mais souhaitent désormais aider les Britanniques. Beaujeu, à qui il a été auparavant demandé de lever une milice pour soutenir les Britanniques, réunit une force afin de lancer une attaque sur la batterie inachevée à Pointe-Lévis. Au 23 mars, il a rassemblé plus de 100 hommes à Sainte-Anne-de-la-Pocatière. Lorsque cette force arrive à Saint-Thomas dans la nuit du 24 mars, elle y est rejointe par 70 hommes supplémentaires. Une avant-garde de 46 hommes constituée à partir de cette force est envoyée à Saint-Pierre sous le commandement de Couillard et de Gaspé, où ils établissent une base au domicile de Michel Blais, un Loyaliste et ancien commandant de la milice locale,.

## Alerte des Américains
Des habitants de Beaumont favorables aux Américains informent le commandant à Pointe-Lévis des activités de recrutement. En réponse, le général Arnold envoie un détachement de 80 Américains sous le commandement de John Dubois pour s'occuper de la situation. Pierre Ayotte et Clément Gosselin, des recruteurs travaillant pour Moses Hazen, commandant du 2e Régiment canadien, rassemblent environ 150 hommes qui se joignent aux Américains,. Ces forces gagnent la rive sud pour enquêter sur le sujet. Certaines de ces recrues viennent des mêmes villages dont sont issus les hommes recrutés par Beaujeu. Un petit groupe de miliciens venant de Beaumont se rend à Saint-Michel et arrête Chasson qui prévoyait de retourner à Québec.

## Bataille

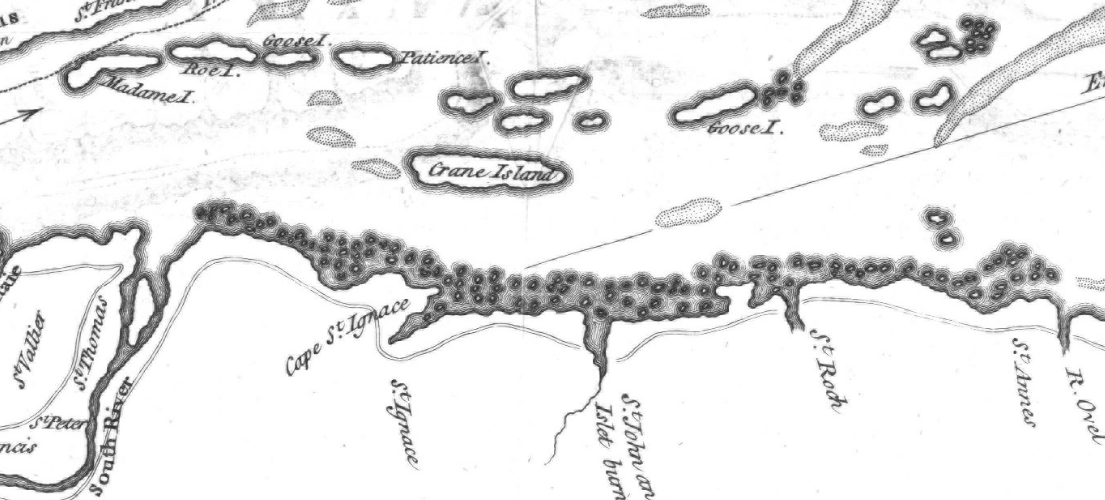
Détail d'une carte de 1772, montrant l'Isle-aux-Grues (Crane Island), Sainte-Anne-de-la-Pocatière (St. Annes), Saint-Thomas et Saint-Pierre (St. Peters).

L'avant-garde loyaliste est surprise par l'arrivée des forces de Patriots à Saint-Pierre et se barricadent dans la demeure, où ils sont attaqués au fusil et au canon par les hommes de Dubois. Tandis que quelques-uns s'enfuient, la plupart se rendent et trois autres sont tués. Leur prêtre, Charles-François Bailly de Messein, est blessé dans cette bataille. Il est dit que, comme les deux camps ont recruté dans les mêmes secteurs pour établir leurs milices, certaines familles ont vu certains de leurs membres s'affronter les uns contre les autres durant cette bataille.

## Conséquences
Lorsque Beaujeu se rend compte que ses plans sont découverts, il dissout la milice et entre dans la clandestinité. Après que Dubois a établi que l'affrontement avait été approuvé par les Britanniques, certains des prisonniers sont libérés après avoir promis de ne pas reprendre les armes. Les 21 prisonniers restants sont envoyés au camp américain à l'extérieur de Québec.
Le 14 avril, un écossais du nom de William Ross, qui avait été fait prisonnier, s’évada emportant avec lui le livre des Ordres du jour des rebelles qu’il remit à Lord Guy Carleton.
L'escarmouche en elle-même n'a pas eu d'effet notable sur les relations entre les habitants et les occupants américains, qui étaient déjà en train de se détériorer tandis que le siège traînait en longueur. Cela est dû en partie au fait que les Américains, plutôt que de payer pour leurs approvisionnements en argent comptant, payaient avec de la monnaie de papier continentale ou des billets à ordre, considérés comme ayant peu de valeur par les gens de la région.